# 武汉园博园
武汉园博园是位於中國湖北省武漢市的一個公園，总面积为213.77公顷。武汉园博园分为南、北两大区域, 北区位于东西湖区，南区位于硚口区。

## 歷史
武汉园博园所在地一度是一個垃圾填埋場。2012年武漢方面成功申請第十届中国国际园林博览会舉辦權後，武漢園博園所在地被列為第十届中国国际园林博览会的举办地並且開工。2015年9月25日隨著第十届中国国际园林博览会召開建成開放。第十届中国国际园林博览会結束後，武汉园博园永久保留。